# 开平路街道
开平路街道是中国山东省青岛市市北区下辖的一个街道。1994年7月，盐滩街道并入开平路街道合署办公；2001年4月，开平路街道并入洛阳路街道合署办公；2018年1月，开平路街道恢复设置。

## 行政区划
开平路街道下辖鲁阳路社区、盐滩社区、阜阳路社区、开封路社区。